# Château d'Hardelot
Le château d'Hardelot est un château fort situé dans la commune de Condette dans le Pas-de-Calais, en France. Le château actuel est un manoir achevé au milieu du XIXe siècle, sur des fondations datant de 1222. Il a la forme d'un polygone avec neuf tours, entouré de deux larges fossés concentriques et installé sur une colline dominant les marécages et le lac des miroirs. Il est proche de la station balnéaire d'Hardelot-Plage, station à laquelle il a donné son nom.
Aujourd'hui, il abrite le Centre culturel de l'Entente cordiale, consacré aux relations entre les Français et les Anglais, et accueille chaque été le Midsummer Festival. Il est au centre de la réserve naturelle régionale du marais de Condette.

## Géographie
Le château d'Hardelot est situé dans le Boulonnais, au hameau d'Hardelot, dans le village de Condette, à l'ouest du village et à proximité immédiate de la station d'Hardelot-Plage, qui, elle, dépend de la commune de Neufchâtel-Hardelot.
Le château est bâti à une altitude d'environ 30 m et s'élève, par une butte, de moins de 10 m au-dessus de celui du lac des miroirs.
Le château appartient à une vaste zone naturelle, au cœur de la réserve naturelle régionale du marais de Condette et entouré par la forêt et les dunes d'Écault au nord, et la forêt d'Hardelot au sud, qui renforcent l'intérêt touristique de cette zone.

## Histoire

### Des origines à 1900
Le premier château, alors appelé château d’Ardrelo, est construit en bois par les comtes de Boulogne au XIIe siècle. C'est là qu'en 1194, Renaud de Dammartin signe la première charte communale de Boulogne.
Le château actuel est construit par le comte Philippe Hurepel de Clermont, fils du roi Philippe Auguste, de 1222 en 1231. Prise, reprise, cette forteresse voit passer dans ses murs des troupes françaises, anglaises et bourguignonnes. En 1615, Marie de Médicis fait assiéger le château par le maréchal d'Ancre car il est alors occupé par les protestants. Il est alors largement détruit et une ferme prend place au milieu des ruines. Il reste encore aujourd'hui les courtines d'origine.
Les événements de 1789 n'affectent guère la paroisse de Condette en Boulonnois. Les quelque 380 habitants sont surtout préoccupés par l'invasion des sables de la côte. Le château est mis en vente comme bien national en 1791, et c'est le seigneur de Châteaubourg qui l'achète pour 26 400 livres.
En 1820, le château est à nouveau vendu avec ses 880 hectares de dunes et de garennes qui vont jusqu'à la mer. Quelques années plus tard, dans l'espoir d'arrêter l'avancée du sable dans les terres, on entreprend les premières plantations de résineux. En 1848, le château est acquis par l'Anglais Sir John Hare, un magistrat de Bristol, qui tente de restaurer les ruines médiévales. C'est à cette époque que l'écrivain Charles Dickens vient régulièrement à Condette pour, notamment, vivre en toute discrétion sa liaison avec Ellen Ternan.
En 1865 le capitaine Henry Guy rachète le château et construit un manoir de style néo-Tudor au-dessus des souterrains du XIIIe siècle et d’une des tours les mieux conservées. Sa fille Helen Guy deviendra une célèbre compositrice en son temps sous le nom de « Guy d'Hardelot ».

### Époque contemporaine

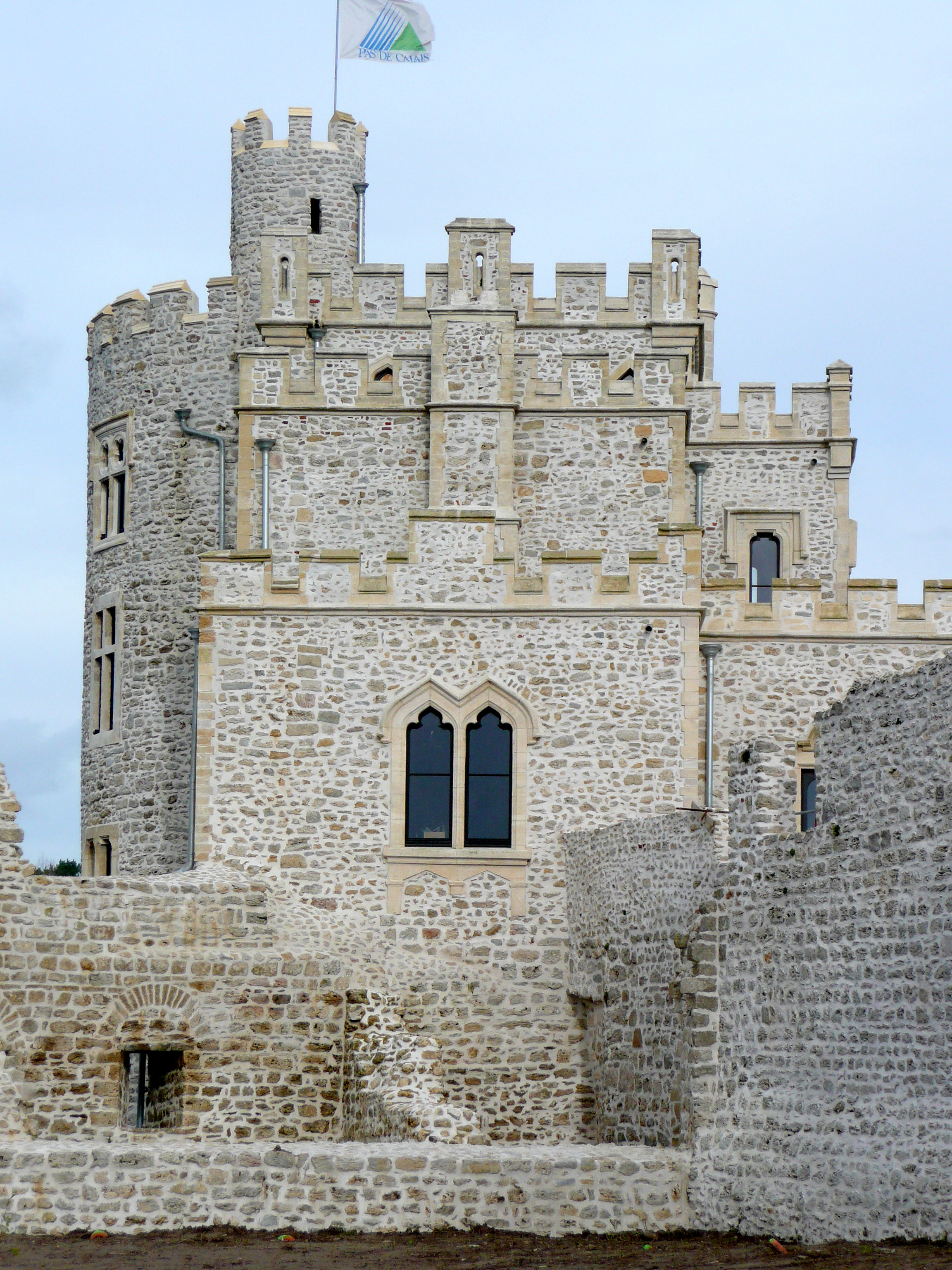
Détail de l'architecture.

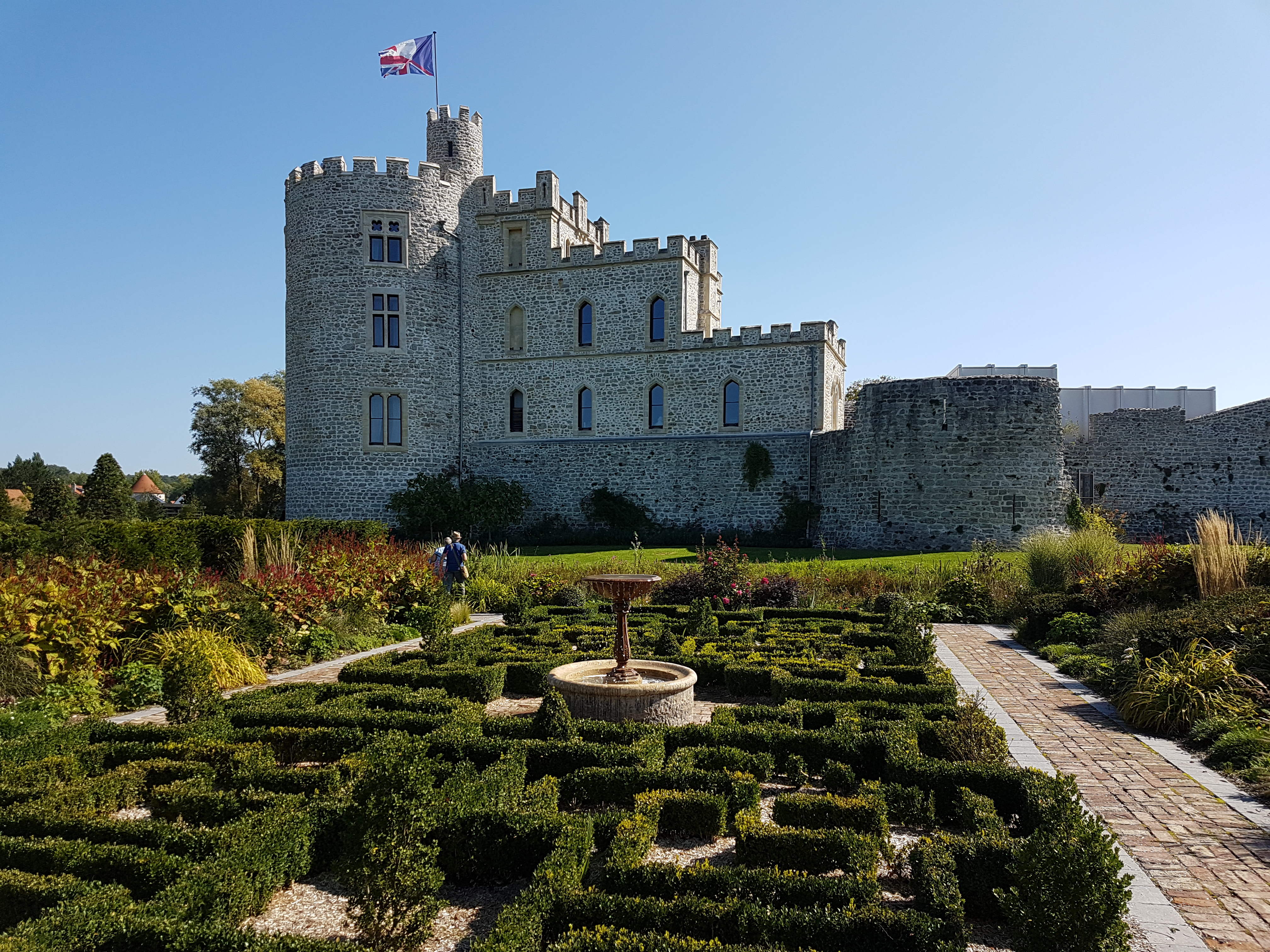
Vue des jardins du château.

En 1897, l'Anglais John Robinson Whitley  achète, de concert avec plusieurs de ses amis, le château et ses dépendances (prairies, dunes, marais, bois, taillis et les étangs de la Claire-Eau). Le château devient alors le centre d’attraction de la région : golf, tennis, chasse, pêche, archerie, etc. Il participe à la création de la station balnéaire d'Hardelot pour attirer les mondains fortunés et les aristocrates de France et d'Angleterre. En 1910, plusieurs hôtels et restaurants s'établissent près du château. Pendant la Première Guerre mondiale, le château est à la disposition de l’armée britannique. En 1934, l’abbé Bouly, le curé de Condette et d'Hardelot, célèbre pour être le père de la radiesthésie, l’achète. Il est ensuite occupé par une congrégation de religieuses.
En 1979, le château sert de lieu de tournage pour Tess, un film de Roman Polanski.
Il est cédé en 1987 à la commune de Condette qui confie les terres au Parc naturel régional du Boulonnais. En 2001, un bail emphytéotique de 50 ans est signé entre le Conseil Général du Pas-de-Calais et la commune de Condette afin d'y installer un centre culturel. Le conseil général du Pas-de-Calais entreprend en septembre 2007 un gigantesque chantier de rénovation après la découverte du mérule dans la charpente, les boiseries et les murs du château.
Le 13 juin 2009, le Centre culturel de l'Entente cordiale voit le jour. Ce projet est mis en place par le Conseil Général du Pas-de-Calais afin d'entretenir, avec le comté du Kent au Royaume-Uni, la fameuse « Entente cordiale ». Il développe une programmation culturelle de qualité autour de la culture britannique, à travers toutes les formes d’art (musique, arts plastiques, cinéma, littérature, patrimoine). Des expositions sont organisées : Louis Blériot (2009), Napoléon à la sauce anglaise (2010), Charles Dickens (2011), Camp du Drap d'Or et Renaissance du look (2012). En 2013 est présentée l'exposition De la plume à la bobine : costumer la littérature dont le commissariat est assuré par Benoît Grécourt, directeur général du château d'Hardelot - Centre culturel de l'Entente cordiale. Rassemblant près d'une cinquantaine de costumes de films issus de la littérature française et britannique, elle est la dernière exposition présentée dans le château alors vide de décors et de collections.
Chaque mois de juin est organisé le Midsummer Festival, un important festival de musique ancienne, baroque et classique dans le cadre d'un théâtre élisabéthain démontable, installé pour l'occasion aux pieds des remparts du château. Le directeur artistique, Sébastien Mahieuxe, y rassemble des artistes de renommée internationale. La soprano britannique Dame Felicity Lott en est la marraine.
En 2014, les intérieurs du château sont réaménagés pour créer une exposition permanente consacrée à l'histoire du château et des relations franco-britanniques. Les décors intérieurs, inspirés des demeures anglaises et françaises de la seconde moitié du XIXe siècle, sont créés par l’architecte spécialiste des décors historiques Gaël Noblanc. Le mobilier présenté est en partie mis à disposition par le Mobilier national. Une collection d'œuvres d'art est constituée par le château d'Hardelot et complétée par des œuvres provenant des Musées du Louvre, de Boulogne-sur-Mer et de Saint-Omer. Le directeur, Benoît Grécourt et Stephen Clarke assurent le commissariat de l’exposition permanente. Des jardins d'inspiration Tudor sont créés à l'extérieur de l'enceinte médiévale. Ils sont l'œuvre des paysagistes Emmanuel de Quillacq et Christophe Laborde.
Le 5 juin 2014, la maquette du projet de théâtre élisabéthain, conçu par le cabinet de l'architecte Andrew Todd est présenté à la reine Élisabeth II à l'ambassade du Royaume-Uni à Paris par l'architecte, accompagné de Dominique Dupilet, président du département du Pas-de-Calais et Benoît Grécourt, directeur général du château. En juin 2016, le nouveau théâtre est inauguré. Situé dans le parc du château, il est entièrement en bois (mélèze, épicéa, chêne et bambous) et peut accueillir 352 spectateurs en mode conférence, 388 au maximum en mode « théâtre élisabéthain ». En 2017, il remporte le prix des WAN Awards du meilleur bâtiment en bois dans le monde.
L'intérieur du château a servi de décor en 2016 au film Ma Loute de Bruno Dumont.

## Remeublement
Le Mobilier national a déposé au château d'Hardelot 66 éléments de mobilier. Y figurent notamment une paire de jardinières provenant des collections de la duchesse de Berry, des meubles en palissandre provenant du ministère d'État sous Napoléon III et des bibliothèques Second Empire provenant des collections Rotschild. Le lot le plus important est une série de dix chaises à châssis anglaises datant du XVIIIe siècle. Pour évoquer l'Entente cordiale entre la France et la Grande-Bretagne ont été mis en place des objets en rapport avec cette alliance : un buste de Napoléon III en marbre par Lefèvre-Deumier, un buste d'Émile Loubet en biscuit de Sèvres, une statuette également en biscuit de Sèvres représentant l'allégorie de la Paix par Alfred Boucher.

## Architecture
Le château est de style néo-Tudor, reprenant une tour médiévale et érigé au-dessus des souterrains du XIIIe siècle.